# Научно-исследовательский институт радиофизики имени академика А. А. Расплетина
Научно-исследовательский институт радиофизики имени академика А. А. Расплетина (НИИРФ) — советский и российский научно-исследовательский институт. Образован в Москве 31 декабря 1960 года распоряжением Мосгорсовнархоза СССР в составе Машиностроительного завода им. М. В. Хруничева под названием Специальное конструкторское бюро № 38. Многократно переименовывался: с 1966 года — «Конструкторское бюро радиотехнических приборов» (КБРП), с 1967 года — «Конструкторское бюро радиотехнических приборов им. академика А. А. Расплетина», с 1981 года — Научно-исследовательский институт радиофизики им. академика А. А. Расплетина (НИИРФ), с 1993 года — АО «Радиофизика», с 2015 года — ПАО «Радиофизика».
В начале 1970-х годов НИИ имело филиалы в городах Гомель и Сызрань, а позднее — в городе Чистополь.
Основное направление деятельности — разработка и создание комплексов специальной антенной техники для нужд радиолокации и связи.

## История
В конце 1950-х годов на фоне активного развития стратегических наступательных вооружений, а также воздушно-космических средств ведения разведки в СССР, правительством страны было принято решение о создании научно-технической и производственной базы для решения задач связанных с разработкой и внедрением специальной антенной техники для нужд радиолокации и связи. В 1960 году с этой целью было создано Специальное конструкторское бюро № 38. В 1962 году СКБ-38 было передано Тушинскому машиностроительному заводу.
В течение 1960—1962 году конструкторы бюро в плотном взаимодействии с конструкторами с ЦКБ «Алмаз» занимались разработкой и налаживанием последующего производства подвижного зенитный ракетный комплекса С-75. Следующем шагом было создание антенно-фидерных систем для комплексов С-125 и С-200, и последующее налаживание их производства на ряде заводов СССР.
В 1965 году СКБ-38 было выделено в самостоятельную организацию, и в 1966 году переименовано в «Конструкторское бюро радиотехнических приборов» (КБРП), через год в 1967 году конструкторскому бюро было присвоено имя академика А. А. Расплетина.
В 1970-х годах конструкторы бюро занимались разработкой конструкции первой в СССР возимой полноповоротной активной антенной решетки системы С-225. Параллельно была создана и внедрена в серийное производство конструкция антенны системы С-300 (ФА-51), успешно были завершены испытания и принята на вооружение ракетная система С-200М (Дубна).
В кооперации со специалистами Научно-исследовательского института дальней радиосвязи были сконструированы и запущенны в производство конструкции волноводно-щелевых антенных устройств с замедляющими структурами для частотно-фазируемых РЛС дальнего обнаружения — 5Н11, 5Н11АП, 5Н11А. Были созданы конструкции линейных антенн из широкодиапазонных вибраторов для загоризонтных РЛС 5Н77 и 5Н3. Совместно со специалистами Центрального аэрогидродинамического института был внедрён ряд технологических решений обеспечивающих длительную вибропрочность в ветровом потоке выше обозначенных РЛС.
В 1973 году был запущен научно-производственный комплекс бюро в Москве на улице Героев Панфиловцев, в котором среди прочих конструкций была создана крупнейшая в Европе безэховая экранированная камера для испытаний крупногабаритных антенн и их элементов. В это же время были созданы филиалы предприятия в ряде городов Союза. Для подготовки научных кадров для бюро на базе предприятия основаны кафедра прикладной электродинамики МФТИ и кафедра конструирования антенн МАИ.
Постепенно вектор работы предприятия с производства больше смещался на исследовательскую деятельность, и в ответ на эти процессы было принято решение о переименовании конструкторского бюро в научно-исследовательский институт, переименование в соответствии с распоряжением Совета Министров СССР состоялось в 1981 году.
С 1980 по 1987 год сотрудниками института была создана конструкция полноповоротной фазированной антенной решётки (ФАР) дециметрового диапазона-20Ж6, а также конструкция крупногабаритной, полноповоротной ФАР сантиметрового диапазона с оптическим способом запитки в составе многофункционального корабельного комплекса «Атолл».
Сотрудники НИИ радиофизики имени академика А. А. Расплетина внесли вклад в Космическую промышленность страны, к которой НИИ подключился ещё в 1962 году. В содружестве с Московским НИИ приборостроения, ЦНИИМАШ и ЦКБ «Комета», за более чем 20 летний период были созданы конструкции складываемых антенн космического базирования на искусственных спутниках Земли ИСЗ-4Я43, 4Я47 и 11В22, которые прошли успешные испытания в условиях орбитального полета и были приняты в эксплуатацию.
В 1986 году в стенах института были начаты работы по созданию перспективных радиолокационных средств оборонного, двойного и гражданского назначения в миллиметровом диапазоне волн. Разработки в заданном направлении продолжаются.
В 1993 году институт был преобразован в АО, а в 2015 году в ПАО «Радиофизика».